# Brymela cavifolia
Brymela cavifolia là một loài Rêu trong họ Hookeriaceae. Loài này được (Mitt.) Vaz-Imbassahy & D. P. Costa mô tả khoa học đầu tiên năm 2009.